# Alex Thépot
Alexis Thépot (Brest, 30 de julho de 1906 - 21 de fevereiro de 1989) foi um antigo futebolista francês integrante da equipe francesa que jogou a primeira Copa do Mundo de Futebol.
Alex Thépot foi o goleiro da seleção francesa que participou da Copa do Mundo de 1930, no Uruguai. Ele foi carregado em triunfo por uma grande multidão de torcedores uruguaios depois da vitória contra os mexicanos e também foi ovacionado na derrota dos Bleus contra os argentinos, arquirrivais dos uruguaios. Thépot também foi selecionado para a Copa do Mundo de 1934. Atuou em 31 partidas pela seleção entre 1927 a 1935.
Depois de terminada sua trajetória como futebolista, Thépot volta para a sua Bretanha natal para treinar o US Maloine até pouco antes da Segunda Guerra Mundial. Após a guerra, fez parte da comissão técnica entre 1950 e 1960 e pede demissão depois da derrota de 6-2 contra a Suíça em Basileia.

## Carreira de jogador
- 1922-1927 - Armoricaine de Brest
- 1927-1928 - FEC Levallois
- 1928-1935 - Red Star
- 1935-1936 - USL Dunquerque